# KYMA Mobilità
KYMA Mobilità è la principale azienda municipalizzata che gestisce i trasporti pubblici e le idrovie della città di Taranto. La società è interamente partecipata dal comune stesso.
Fa parte della KYMA Holding.

## Storia
Nel 1948, i tranvieri che operavano presso la Società Tramvie Elettricità Taranto (STET), storico esercente della rete tranviaria di Taranto, costituirono la Società Tramvie e Autobus Taranto S.r.l. (STAT), una cooperativa per azioni a responsabilità limitata: si decise di eliminare progressivamente tutte le linee tranviarie e di acquistare i primi autobus, che lentamente sostituirono i tram. Dall'unione dei due percorsi tranviari esistenti nacque la linea numero 1/2, rimasta, tutt'oggi, asse portante del trasporto pubblico tarantino.
Negli anni sessanta, grazie al nuovo stabilimento siderurgico che funse da volano per tutta l'economia locale, l'Azienda poté operare in un contesto economico sostanzialmente positivo. Il parco aziendale della STAT contava un centinaio di autobus, tutti con la guida a destra e con la classica verniciatura esterna bicolore verde. Negli anni settanta, avvenne la municipalizzazione della società, ribattezzata AMAT, che rilevò gran parte delle vetture senza modificarne il numero di matricola aziendale: tra questi furono acquisiti diversi minibus, due Fiat 401 Cansa e numerosi Fiat 411 Cansa e Menarini.
A causa della forte inflazione e delle crisi petrolifere del 1973 e del 1979, si decise di limitare l'uso delle automobili private, pertanto venne disposto l'uso gratuito del mezzo pubblico per tutta la cittadinanza. In quegli anni migliorò notevolmente il servizio, sia rinnovando il parco vetture con l'introduzione di nuovi autobus (Fiat 410 Menarini e Cameri, Fiat 418 AC e AL Cameri, Mercedes-Benz O305 e verso la fine l'Inbus U210), sia costruendo pensiline alle fermate ed offrendo la possibilità di acquistare i titoli di viaggio anche a terra: iniziò così a scomparire la figura del bigliettaio a bordo dei mezzi.

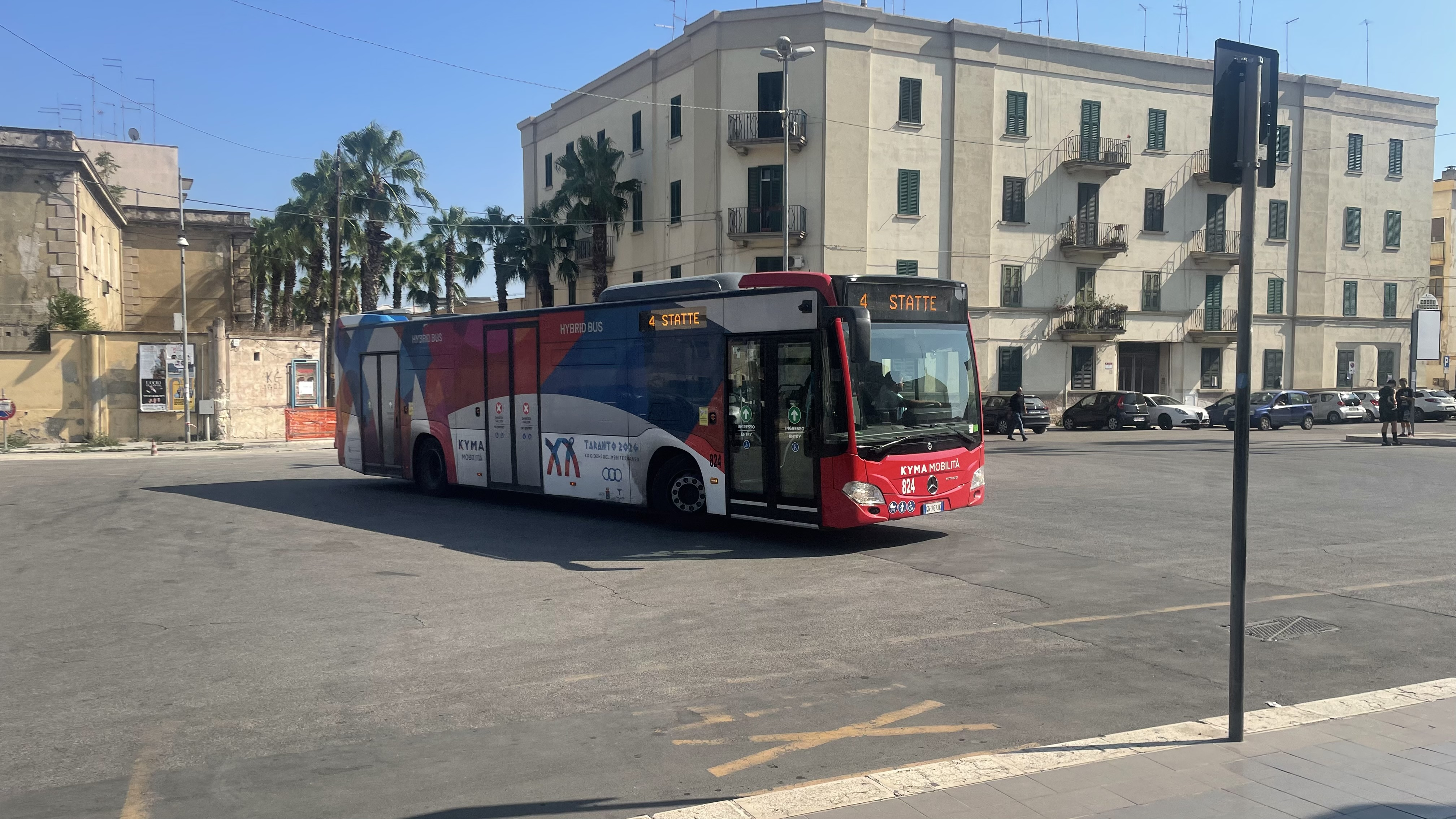
Mercedes Citaro di KYMA Mobilità mat. 824 in livrea Giochi del Mediterraneo 2026

Trasformata in Società per azioni il 12 gennaio 2001, quando l'azienda portava il nome di AMAT (acronimo di Azienda per la mobilità dell'Area di Taranto), gestisce il trasporto dei passeggeri via terra mediante autobus e biciclette, e via mare mediante motonavi che permettono collegamenti veloci tra il Mar Piccolo ed il Mar Grande, nonché con le Isole Cheradi durante il periodo estivo attraverso il ramo di KYMA Mobilità.

Dal 2003 è stato istituito il servizio di idrovie, grazie all'utilizzo delle due motonavi Clodia e Adria, acquisite dall'Azienda Consorzio Trasporti Venezia: esse collegano Piazzale Democrate a Capo San Vito, passando dal Mar Piccolo al Mar Grande attraverso il canale navigabile. Durante il periodo estivo raggiungono le Isole Cheradi attraccando al molo dell'Isola di San Pietro.

Il logo della ex azienda detentrice del TPL di Taranto, l'AMAT.

Dal 1º dicembre 2022, in conseguenza alla raccolta di più servizi oltre al trasporto pubblico urbano, come i pagamenti delle idrovie, pagamenti dei parcheggi ed altri servizi, il nome muta in KYMA Mobilità.

## L'azienda oggi
L'azienda gestisce linee di trasporto su gomma mediante autobus prevalentemente ibridi, con una piccola presenza di veicoli elettrici ed il restante alimentati a gasolio tradizionale (a basso tenore di zolfo). Fanno parte del parco aziendale: 
- 24 autobus MAN Lion's City alimentati a tecnologia ibrida[6][7];Mercedes Citaro di KYMA Mobilità mat. 775.

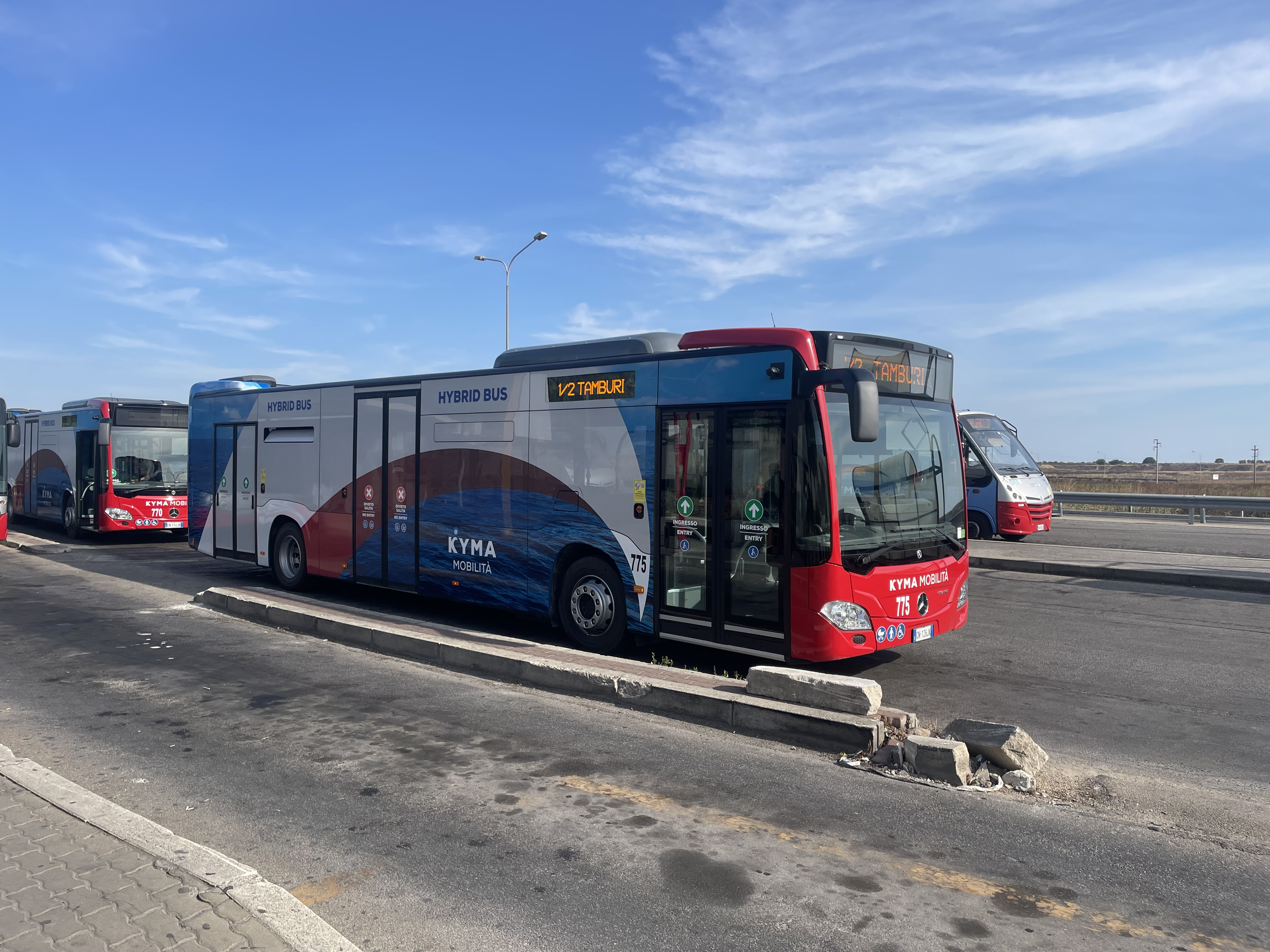
Mercedes Citaro di KYMA Mobilità mat. 775.

- 56 Mercedes O530 Citaro alimentati a tecnologia ibrida[8][9] più 8 meno recenti a gasolio tradizionale;
- 17 Heuliez GX 137;
- 8 BredaMenariniBus Avancity L;
- 6 Menarinibus Citymood 12;
- 10 Iveco 70 Sitcar;
- 13 Iveco 72 C Urbg MMI;
- 7 Mercedes O530G in versione autosnodata a 3 assi[10];
- 7 Iveco CityClass;
- 5 Rampini E60 elettrici[11][12][13].

L'area servita è costituita dal territorio dei tre comuni di:
- Taranto, dove principalmente erogato il servizio e dove vi è la sede;
- Statte;
- Leporano.

Ad oggi il servizio di trasporto erogato è articolato su 24 linee, con una estensione di rete di 770 km circa, di cui 640 circa in ambito urbano e 130 circa in ambito suburbano. Può attualmente contare su un parco veicoli di 165 autobus.

## Linee
| Linea                                                    | Capolinea di partenza                                              | Capolinea di arrivo                                                | Note                                                                                           |
| -------------------------------------------------------- | ------------------------------------------------------------------ | ------------------------------------------------------------------ | ---------------------------------------------------------------------------------------------- |
| Ordinarie                                                |                                                                    |                                                                    |                                                                                                |
| 1/2                                                      | Parco Cimino                                                       | Via Orsini - quartiere Tamburi                                     |                                                                                                |
| 3                                                        | Parco Cimino                                                       | Via Orsini - quartiere Tamburi                                     | In alcuni orari è previsto il passaggio dal cimitero del quartiere Tamburi                     |
| 4                                                        | Porto Mercantile                                                   | Zona Montetermiti - Statte                                         | Linea circolare                                                                                |
| 5                                                        | Parco Cimino                                                       | Via Regina Margherita                                              |                                                                                                |
| 6                                                        | Porto Mercantile                                                   | Via Lago di Nemi - quartiere Taranto 2                             | Linea circolare                                                                                |
| 8                                                        | Porto Mercantile                                                   | Quartiere Salinella - quartiere Taranto 2                          | Linea circolare                                                                                |
| 9                                                        | Porto Mercantile                                                   | Buffoluto                                                          | Linea circolare                                                                                |
| 10                                                       | Piazzale Democrate                                                 | Piazza Garibaldi                                                   | Linea circolare                                                                                |
| 11                                                       | Porto Mercantile                                                   | Centro Commerciale Mongolfiera - quartiere Paolo VI                | Linea circolare                                                                                |
| 13                                                       | Porto Mercantile                                                   | Zona Industriale - Stabilimento ILVA                               | Linea circolare                                                                                |
| 14                                                       | Porto Mercantile                                                   | Leporano                                                           | Linea circolare                                                                                |
| 15                                                       | Porto Mercantile                                                   | Località balneare di Lido Azzurro                                  | Linea circolare                                                                                |
| 16                                                       | Porto Mercantile                                                   | Località balneare di Saturo - Leporano                             | Linea circolare                                                                                |
| 17                                                       | Porto Mercantile                                                   | Ospedale San Giuseppe Moscati                                      | Linea circolare                                                                                |
| 18                                                       | Parco Cimino                                                       | Via Scoglio del Tonno - quartiere Taranto 2                        |                                                                                                |
| 20                                                       | Parco Cimino                                                       | Pezzavilla - quartiere Lama                                        | Linea circolare                                                                                |
| 21                                                       | Porto Mercantile                                                   | Via Anello di San Cataldo - quartiere San Vito                     | Linea circolare                                                                                |
| 23                                                       | Parco Cimino                                                       | Quartiere San Donato - Sanarica                                    |                                                                                                |
| 24                                                       | Parco Cimino                                                       | Centro Commerciale Mongolfiera - quartiere Paolo VI                |                                                                                                |
| 25                                                       | Parco Cimino                                                       | Pezzavilla - quartiere Lama                                        |                                                                                                |
| 27                                                       | Porto Mercantile                                                   | Via Anello di San Cataldo - quartiere San Vito                     | Linea circolare                                                                                |
| 28                                                       | Porto Mercantile                                                   | Pezzavilla - quartiere Lama                                        | Linea circolare                                                                                |
| 29                                                       | Parco Cimino                                                       | Pezzavilla - quartiere Lama                                        |                                                                                                |
| 32                                                       | Viale Magna Grecia                                                 | Via del Faro                                                       |                                                                                                |
| Corse speciali da e per Stabilimento ILVA                |                                                                    |                                                                    |                                                                                                |
| 027i                                                     | Stabilimento ILVA Tutte le portinerie: A, B, D, Imprese, Tubificio | Viale Jonio                                                        |                                                                                                |
| AD                                                       | Stabilimento ILVA Tutte le portinerie: A, B, D, Imprese, Tubificio | Quartiere Paolo VI                                                 |                                                                                                |
| 09                                                       | Stabilimento ILVA Tutte le portinerie: A, B, D, Imprese, Tubificio | Piazza Vittorio Veneto - Statte                                    |                                                                                                |
| 008i                                                     | Stabilimento ILVA Tutte le portinerie: A, B, D, Imprese, Tubificio | Parco Cimino                                                       |                                                                                                |
| AII                                                      | Stabilimento ILVA Tutte le portinerie: A, B, D, Imprese, Tubificio | Via Sanguzza - quartiere Talsano                                   |                                                                                                |
| CT                                                       | Stabilimento ILVA Tutte le portinerie: A, B, D, Imprese, Tubificio | Via San Domenico - quartiere Lama                                  |                                                                                                |
| AL1                                                      | Contrada Toscano                                                   | Stabilimento ILVA Tutte le portinerie: A, B, D, Imprese, Tubificio |                                                                                                |
| 008i                                                     | Corso Annibale - quartiere Taranto 2                               | Stabilimento ILVA Tutte le portinerie: A, B, D, Imprese, Tubificio |                                                                                                |
| 027i                                                     | Viale Europa - quartiere Talsano                                   | Stabilimento ILVA Tutte le portinerie: A, B, D, Imprese, Tubificio |                                                                                                |
| 1/2i                                                     | Parco Cimino                                                       | Stabilimento ILVA Tutte le portinerie: A, B, D, Imprese, Tubificio |                                                                                                |
| AE2                                                      | Pezzavilla - quartiere Lama                                        | Stabilimento ILVA Tutte le portinerie: A, B, D, Imprese, Tubificio |                                                                                                |
| 017i                                                     | Viale dell'Industria - quartiere Paolo VI                          | Stabilimento ILVA Tutte le portinerie: A, B, D, Imprese, Tubificio |                                                                                                |
| AC                                                       | Case Italsider - Statte                                            | Stabilimento ILVA Tutte le portinerie: A, B, D, Imprese, Tubificio |                                                                                                |
| APP                                                      | Viale Jonio                                                        | Stabilimento ILVA Tutte le portinerie: A, B, D, Imprese, Tubificio |                                                                                                |
| Corse speciali da e per Università e per Teleperformance |                                                                    |                                                                    |                                                                                                |
| CISI                                                     | Via Cavalcanti - quartiere Talsano                                 | Università - Quartiere Paolo VI                                    |                                                                                                |
| CB                                                       | Università - quartiere Paolo VI                                    | Via Mediterraneo - quartiere Lama                                  |                                                                                                |
| AC                                                       | Parco Cimino                                                       | Via del Tratturello - CISI Puglia Teleperformance                  |                                                                                                |
| BC                                                       | Via del Tratturello - CISI Puglia Teleperformance                  | Parco Cimino                                                       |                                                                                                |
| GA                                                       | Quartiere Salinella                                                | Raffineria Eni                                                     |                                                                                                |
| Corse speciali periodo scolastico (settembre - giugno)   |                                                                    |                                                                    |                                                                                                |
| Da e per Statte                                          |                                                                    |                                                                    |                                                                                                |
| 22                                                       | Zona Feliciolla - Statte                                           | Via Lago di Garda - quartiere Taranto 2                            |                                                                                                |
| 42                                                       | Zona Feliciolla - Statte                                           | Parco Cimino                                                       |                                                                                                |
| BFBC                                                     | Viale Magna Grecia                                                 | Piazza Vittorio Veneto - Statte                                    |                                                                                                |
| Da e per il quartiere Paolo VI                           |                                                                    |                                                                    |                                                                                                |
| BH                                                       | Viale Cannata - quartiere Paolo VI                                 | Via Margherita                                                     |                                                                                                |
| BBBB1                                                    | Viale Cannata - quartiere Paolo VI                                 | Porto Mercantile                                                   |                                                                                                |
| AA2                                                      | Via Regina Margherita                                              | Centro Commerciale Mongolfiera - quartiere Paolo VI                |                                                                                                |
| 024a                                                     | Parco Cimino                                                       | Centro Commerciale Mongolfiera - quartiere Paolo VI                |                                                                                                |
| BE1                                                      | Via Japigia                                                        | Ospedale San Giuseppe Moscati                                      |                                                                                                |
| Da e per il capolinea Pezzavilla                         |                                                                    |                                                                    |                                                                                                |
| AD2                                                      | Pezzavilla - quartiere Lama                                        | Margherita                                                         | Le linee CD1, AA4 e CI1 si differenziano per i percorsi interni ad esse ma non per i capolinea |
| CA3                                                      | Pezzavilla - quartiere Lama                                        | Parco Cimino                                                       | Le linee CD1, AA4 e CI1 si differenziano per i percorsi interni ad esse ma non per i capolinea |
| CD1AA4CI1                                                | Pezzavilla - quartiere Lama                                        | Porto Mercantile                                                   | Le linee CD1, AA4 e CI1 si differenziano per i percorsi interni ad esse ma non per i capolinea |
| CF3                                                      | Pezzavilla - quartiere Lama                                        | Via Regina Margherita                                              | Le linee CD1, AA4 e CI1 si differenziano per i percorsi interni ad esse ma non per i capolinea |
| BIS                                                      | Pezzavilla - quartiere Lama                                        | Corso Umberto                                                      | Le linee CD1, AA4 e CI1 si differenziano per i percorsi interni ad esse ma non per i capolinea |
| AB2                                                      | Parco Cimino                                                       | Pezzavilla - quartiere Lama                                        | Le linee CD1, AA4 e CI1 si differenziano per i percorsi interni ad esse ma non per i capolinea |
| BIS                                                      | Viale Unicef                                                       | Scuole CEMM - quartiere San Vito                                   | Le linee CD1, AA4 e CI1 si differenziano per i percorsi interni ad esse ma non per i capolinea |
| 51                                                       | Viale Unicef                                                       | Via Mediterraneo alt. quadrivia Spagnulo - quartiere Lama          | Le linee CD1, AA4 e CI1 si differenziano per i percorsi interni ad esse ma non per i capolinea |
| Dal capolinea Sanarica                                   |                                                                    |                                                                    |                                                                                                |
| AE                                                       | Quartiere San Donato                                               | Via Regina Margherita                                              |                                                                                                |
| Da e per il quartiere Lama                               |                                                                    |                                                                    |                                                                                                |
| BIS                                                      | Porto Mercantile                                                   | Via Anello di San Cataldo - quartiere San Vito                     | AF Linea circolare                                                                             |
| AF                                                       | Porto Mercantile                                                   | Quartiere Lama                                                     | AF Linea circolare                                                                             |
| CH2                                                      | Via Regina Margherita                                              | Via Lama - quartiere Lama                                          | AF Linea circolare                                                                             |
| Da e per Leporano                                        |                                                                    |                                                                    |                                                                                                |
| BF2                                                      | Strada comunale Leporano-Talsano - Leporano                        | Porto Mercantile                                                   |                                                                                                |
| BH3                                                      | Leporano                                                           | Via Regina Margherita                                              |                                                                                                |
| AC2                                                      | Località balneare di Saturo - Leporano                             | Porto Mercantile                                                   |                                                                                                |
| BH3                                                      | Parco Cimino                                                       | Località balneare di Saturo - Leporano                             |                                                                                                |
| AE1                                                      | Viale Unicef                                                       | Via Mediterraneo alt. quadrivia Spagnulo - quartiere Lama          |                                                                                                |